# Cometochus guadeloupensis
Cometochus guadeloupensis är en skalbaggsart som beskrevs av Jean François Villiers 1980. Cometochus guadeloupensis ingår i släktet Cometochus och familjen långhorningar.
Artens utbredningsområde är Guadeloupe. Inga underarter finns listade i Catalogue of Life.